# Phlox stansburyi
Phlox stansburyi är en blågullsväxtart. Phlox stansburyi ingår i släktet floxar, och familjen blågullsväxter.

## Underarter
Arten delas in i följande underarter:
- P. s. stansburyi
- P. s. superba

## Bildgalleri

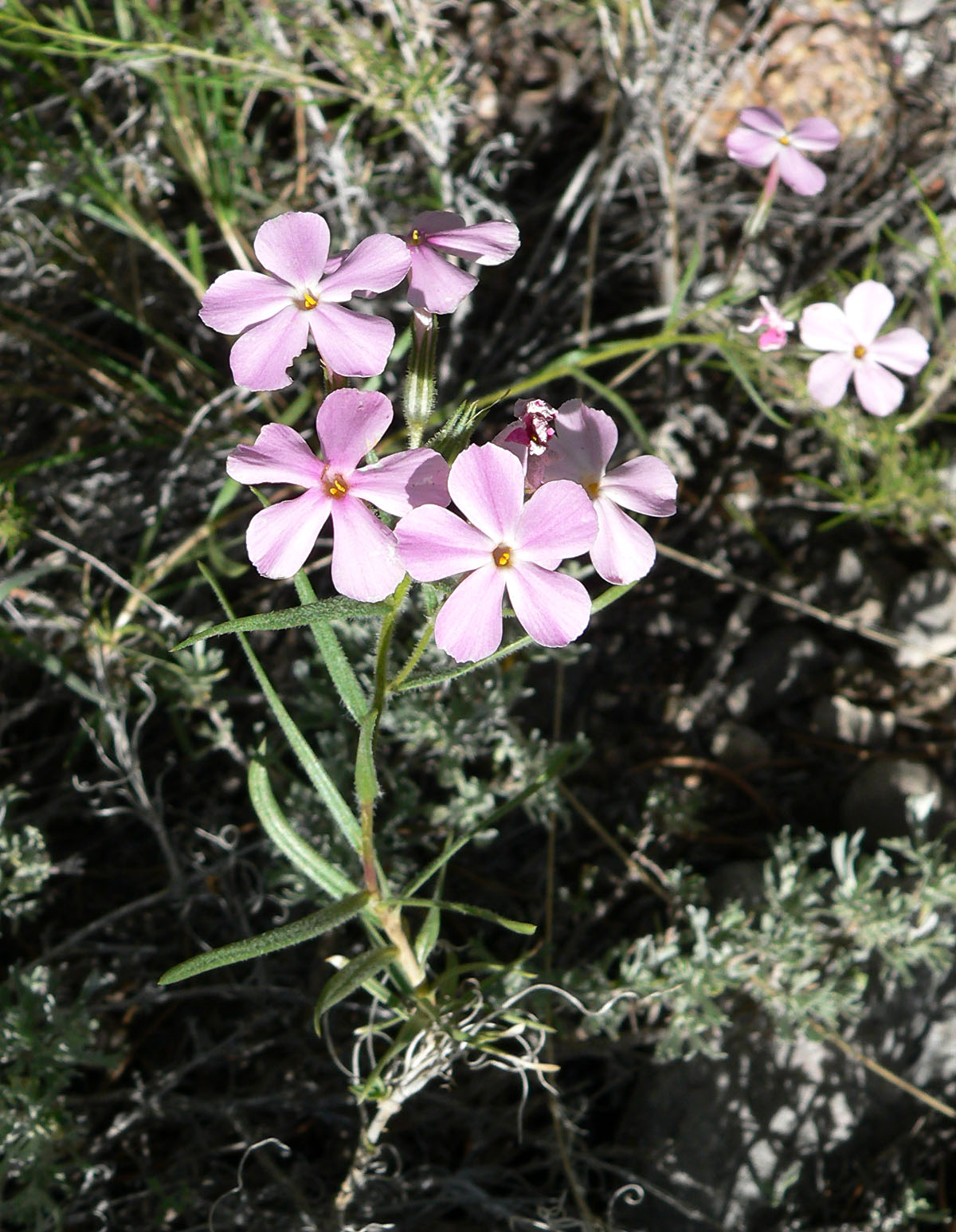
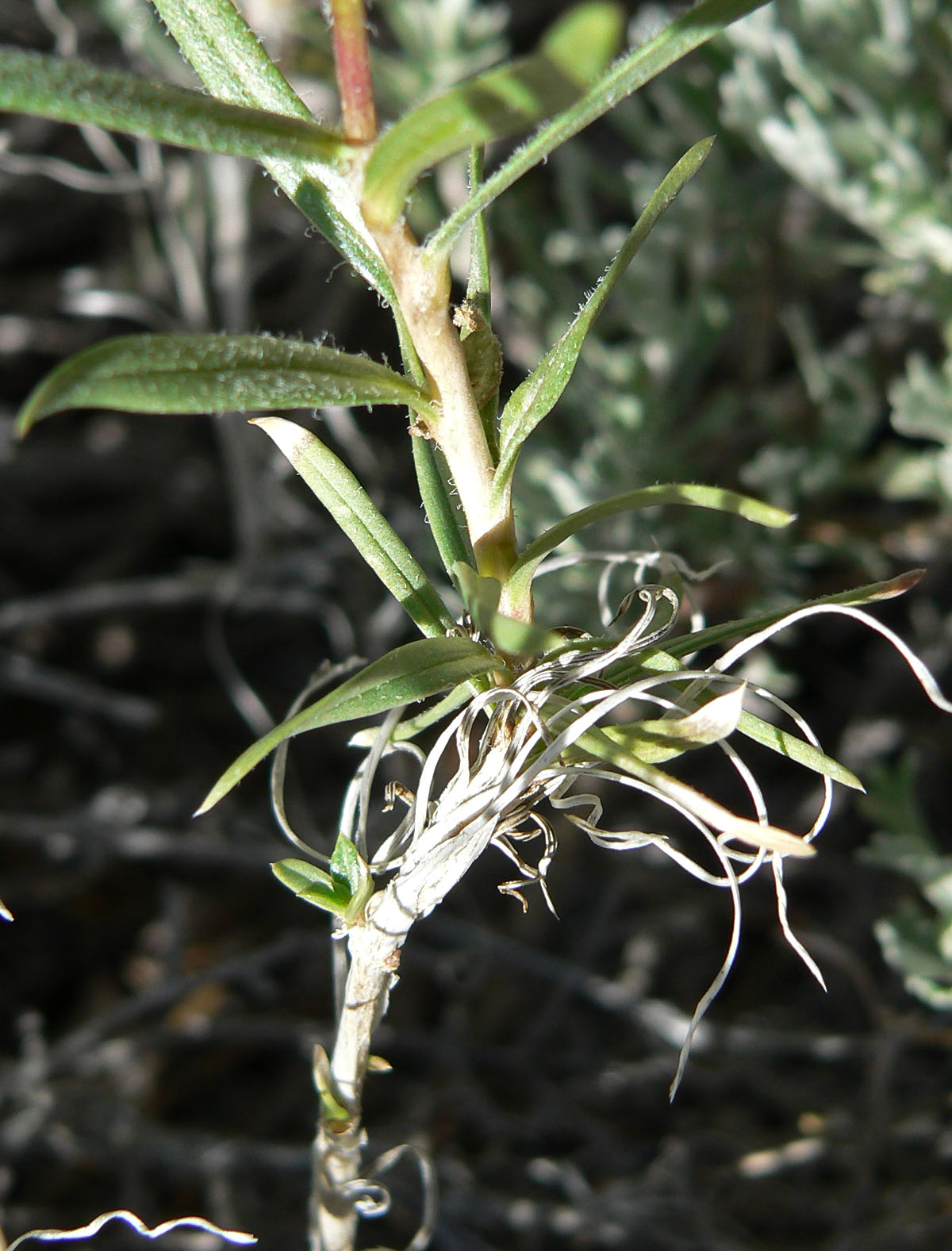
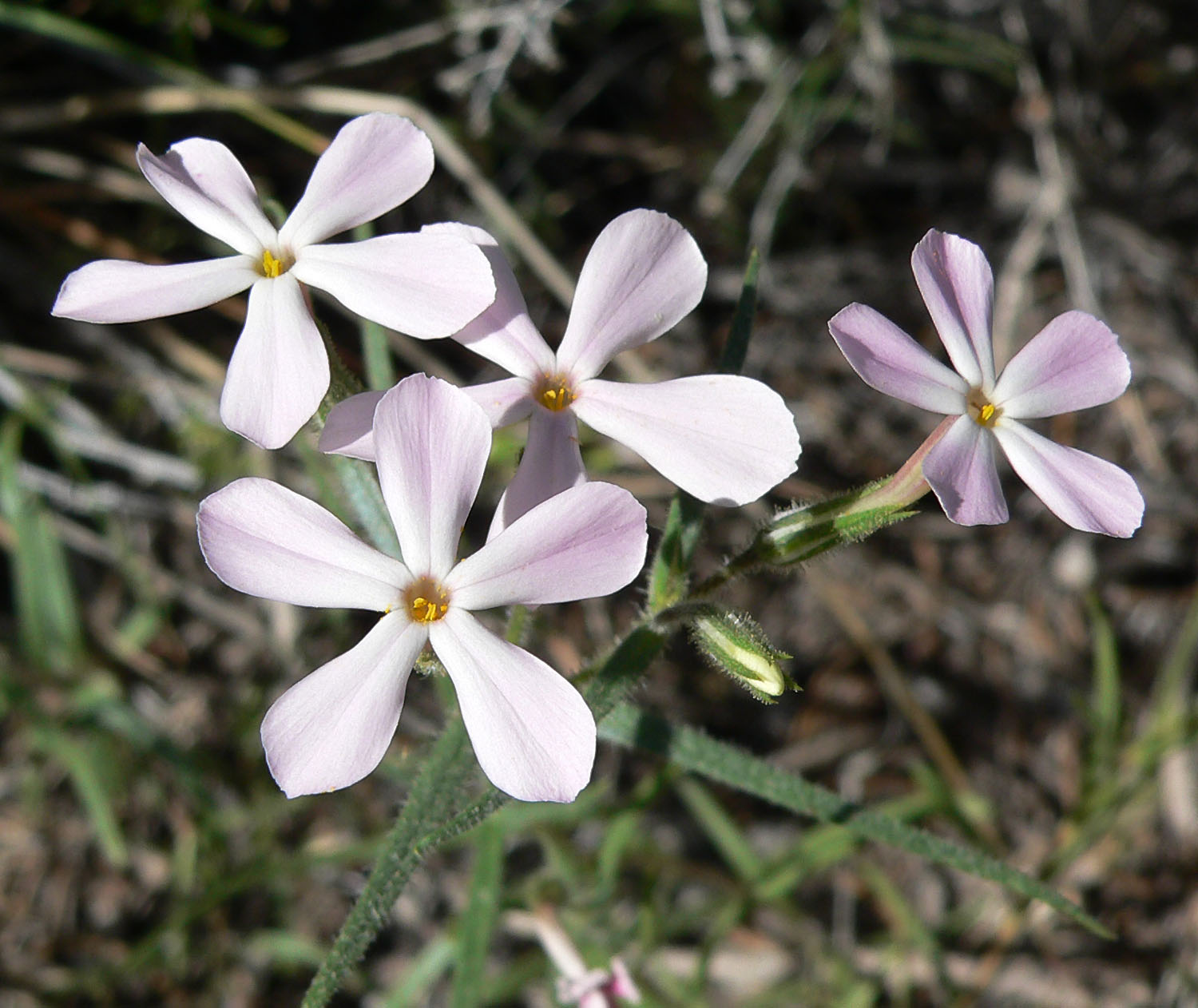
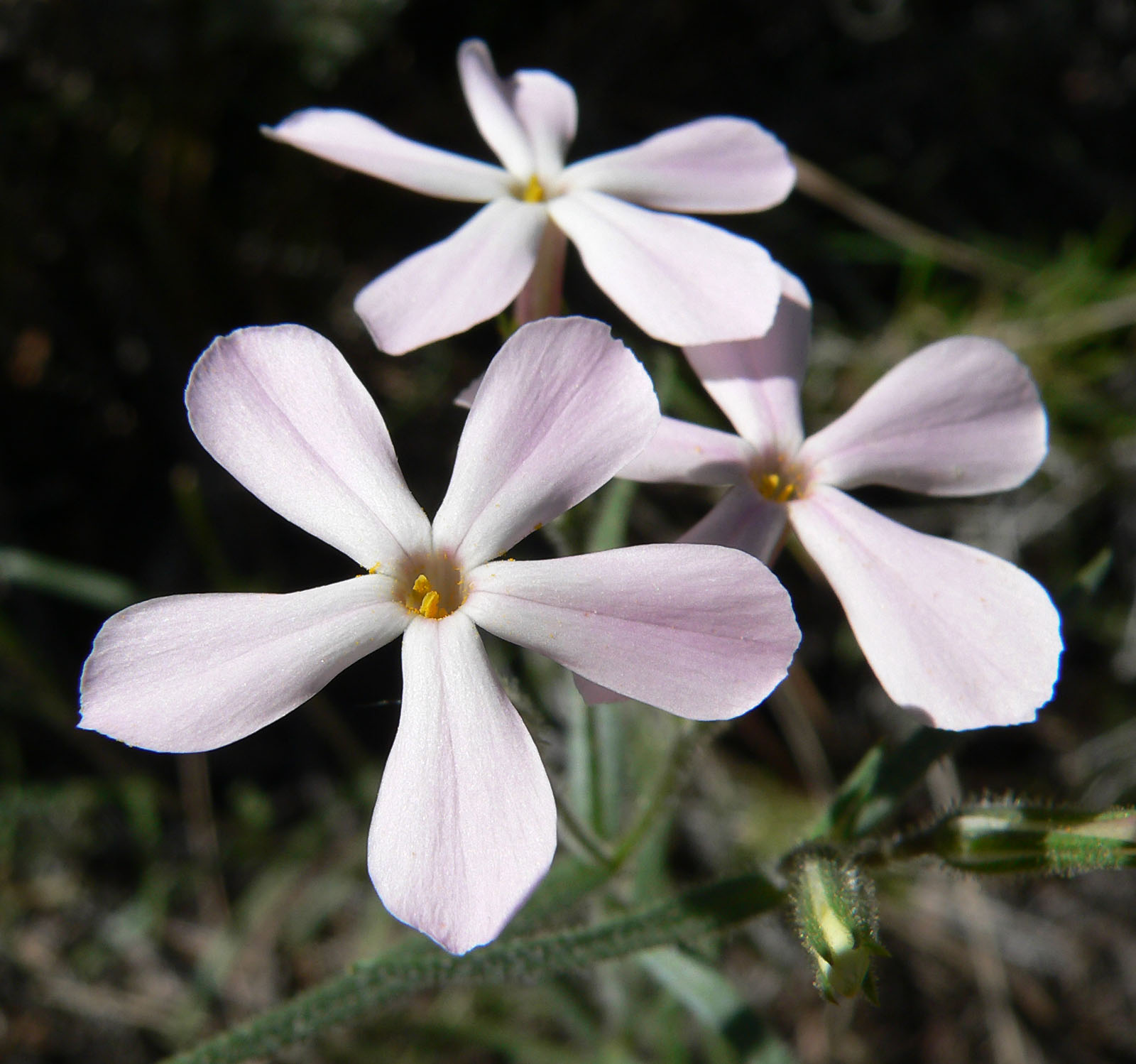
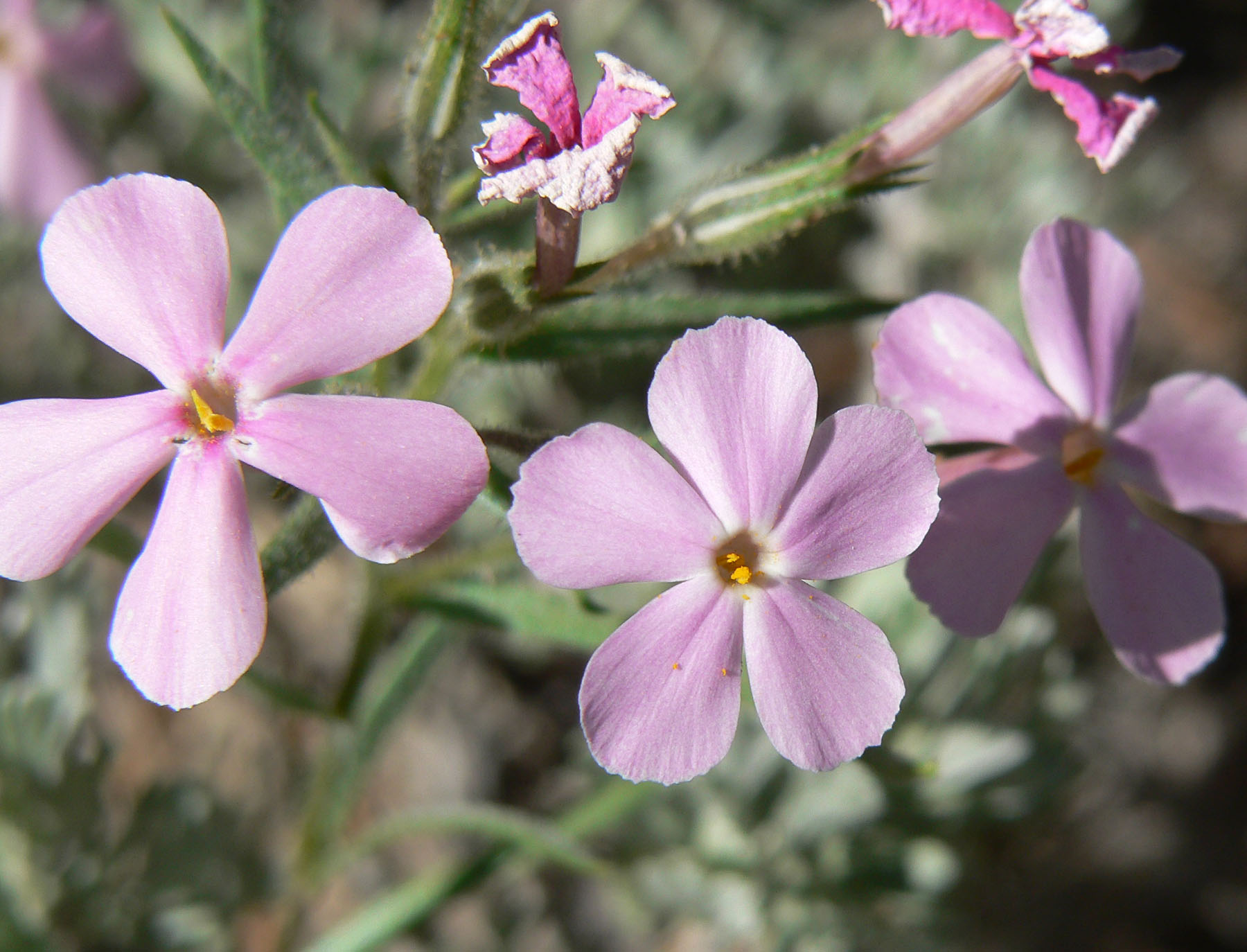
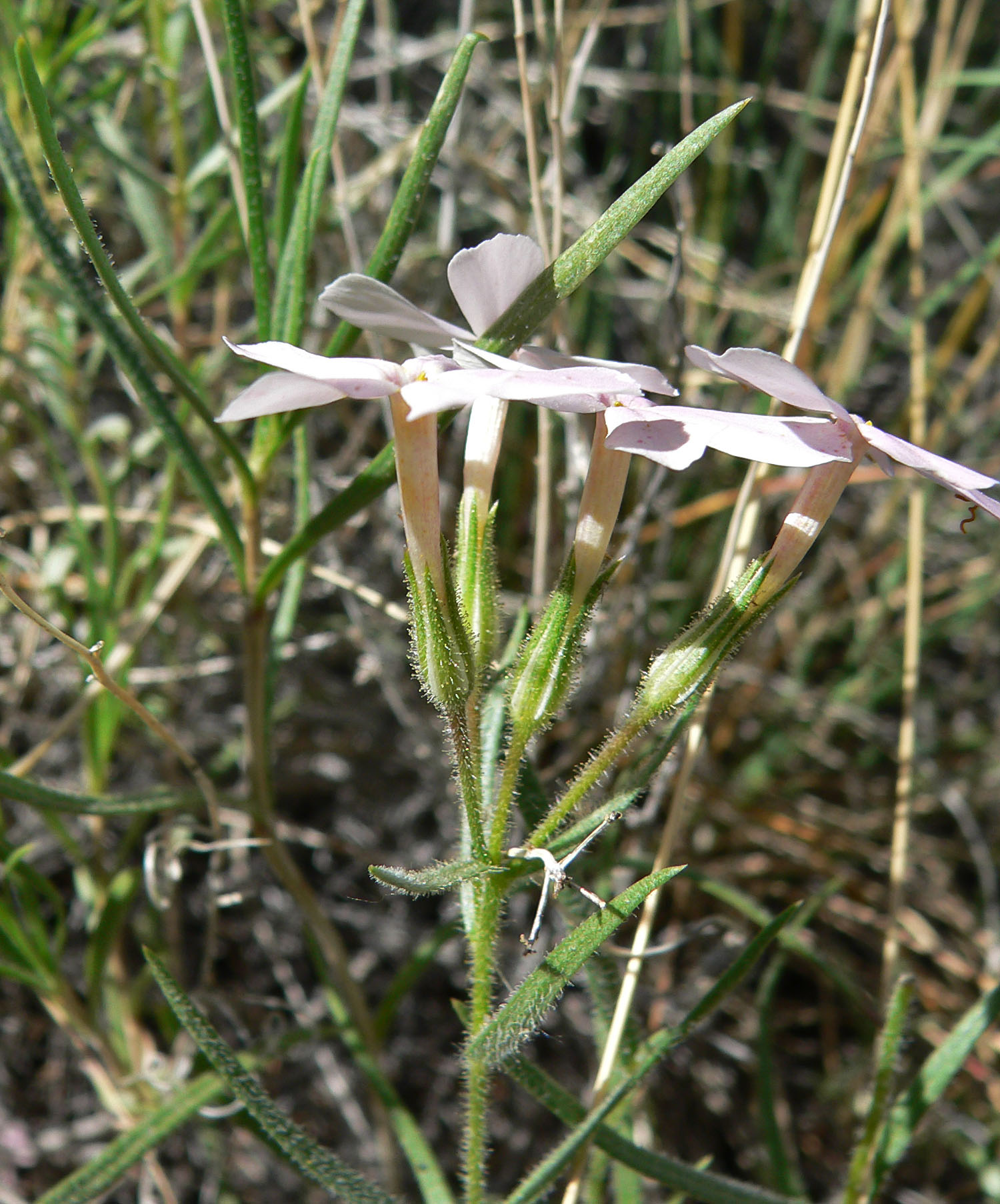